# Schweiz Grand Prix 1954
Schweiz Grand Prix 1954 var det sjunde av nio lopp ingående i formel 1-VM 1954.

## Resultat
1. Juan Manuel Fangio, Mercedes-Benz, 8+1 poäng
2. José Froilán González, Ferrari, 6
3. Hans Herrmann, Mercedes-Benz, 4
4. Roberto Mières, Maserati, 3
5. Sergio Mantovani, Maserati, 2
6. Ken Wharton, BRM (Maserati)
7. Umberto Maglioli, Ferrari
8. Jacques Swaters, Ecurie Francorchamps (Ferrari)

### Förare som bröt loppet
- Karl Kling, Mercedes-Benz (varv 38, bränslesystem)
- Maurice Trintignant, Ferrari (33, motor)
- Mike Hawthorn, Ferrari (30, oljeläcka)
- Harry Schell, Maserati (23, oljepump)
- Stirling Moss, Maserati (21, oljepump)
- Fred Wacker, Gordini (10, transmission)
- Jean Behra, Gordini (8, koppling)
- Clemar Bucci, Gordini (0,bränslepump)

### Förare som ej startade
- Robert Manzon, Ferrari (olycka)